# Kom Podgorica
Fudbalski Klub Kom Podgorica (Фудбалски Клуб  Ком Подгорица) – czarnogórski klub piłkarski z siedzibą w stolicy Czarnogóry – Podgoricy, z dzielnicy Zlatica. Został utworzony w 1958 roku. Obecnie występuje w Drugiej lidze Czarnogóry. Nazwa klubu pochodzi od szczytu Kom Kučki, który znajduje się w paśmie górskim Komovi w Górach Dynarskich.

## Historia

### 1958–2000
FK Kom został założony w 1958 na przedmieściach Podgoricy, Zlatica, na cześć Kom Kučki, szczytu góry Komovi. Jednocześnie nazwa była akronimem słów Komunistička omladina Mosora (Młodzież Komunistyczna Mosoru).
W pierwszych sezonach Kom grał na najniższym poziomie w Jugosławii - czwartej lidze. Pierwszy sukces przyszedł w sezonie 1969/70, kiedy to zespół wywalczył tytuł mistrza IV ligi i uzyskał pierwszy awans do III ligi. Po dwóch sezonach w Crnogorskiej ligi (rozgrywki trzeciego poziomu) Kom spadł z rozgrywek. Po 17 kolejnych sezonach w IV Lidze, Kom ponownie awansował do Crnogorskiej ligi w sezonie 1989/90. Zaledwie dwa lata później Kom zdobył tytuł mistrza Crnogorskiej ligi (1991/92), ale nie udało mu się awansować do drugiej ligi po porażce w fazie play-off z Jedinstvo Bijelo Polje.
W tym czasie Kom rozegrał kilka udanych sezonów w Pucharze Republiki Czarnogóry, co zapewniło im udział w krajowych rozgrywkach Pucharu Jugosławii. Najlepszy wynik Kom osiągnął w sezonie 1992/93, eliminując Borac Čačak (2:1) w pierwszej rundzie, ale został pokonany z FK Zemun (0-1; 0-5) w 1/8 finału. W sezonie 1996/97 podczas pucharowych rozgrywek, Kom gościł Crveną zvezdę (0:4) na oczach 3000 widzów na Stadionie Zlatica.

### XXI wiek
Era znaczących sukcesów w historii zespołu rozpoczęła się z początkiem XXI wieku. W sezonie 2001/2002 FK Kom zdobył tytuł mistrza Crnogorskiej ligi, zdobywając 106 bramek w 34 meczach. W sezonie Kom pokonał FK Županicę (17:1), co było rekordem zarówno w historii klubu, jak i całej ligi. Dzięki temu sukcesowi Kom po raz pierwszy w historii awansował do drugiej ligi jugosłowiańskiej.
Sezon 2002/03 zakończył się dla Koma tytułem mistrza, z historyczny awansem do Prva liga Srbije i Crne Gore w sezonie 2003/04. Podczas swojego historycznego debiutu w najwyższej klasie rozgrywkowej, 9 sierpnia 2003, Kom został pokonany przeciwko Obilićowi w Belgradzie (1:3). W następnym tygodniu Kom rozegrał pierwszy mecz u siebie – wielkie lokalne derby przeciwko Zecie (1:2). 13 września Kom gościł byłego mistrza Europy i mistrza kraju Crveną zvezdę (0:2). Na koniec sezonu z bilansem 4 zwycięstwa i 2 remisy w 30 meczach Kom spadł do drugiej ligi na koniec sezonu.
Kom powrócił na najwyższy poziom po odzyskaniu przez Czarnogórę niepodległości. Występował na nim do końca sezonu 2009/10, gdzie Kom zajął ostatnie miejsce w tabeli, notując 5 zwycięstw i 3 remisy w 33 meczach. Następny okres Kom spędził głównie w drugiej lidze, a sezon 2012/13 w czarnogórskiej trzeciej lidze. Kom sezony 2017/18 i 2019/20 spędził w najwyższej klasie rozgrywkowej.

## Sukcesy
- mistrzostwo Drugiej ligi SR Јugoslavije (1): 2003 (awans do Prvej ligi Srbije i Crne Gore).
- mistrzostwo Drugiej crnogorskiej ligi (1): 2017 (awans do Prvej crnogorskiej ligi).
- wicemistrzostwo Drugiej crnogorskiej ligi (1): 2019 (awans do Prvej crnogorskiej ligi, po wygranych barażach).
- mistrzostwo Crnogorskiej ligi (1): 2002 (awans do Drugiej ligi SR Јugoslavije).
- mistrzostwo Trećej crnogorskiej ligi (1): 2013 (awans do Drugiej crnogorskiej ligi, po wygranych barażach).

## Stadion
Klub rozgrywa swoje mecze domowe na stadionie Stadion Zlatica w Podgoricy, który może pomieścić 3.500 widzów.

## Sezony
| Sezon                          | Liga                                             | Poziom | Miejsce |
| Federalna Republika Jugosławii |                                                  |        |         |
| 1999/00                        | Crnogorska liga                                  | III    | 11      |
| 2000/01                        | Crnogorska liga                                  | III    | ?       |
| 2001/02                        | Crnogorska liga                                  | III    | 1       |
| 2002/03                        | Druga liga SR Јugoslavije – Grupa Jug (Południe) | II     | 1       |
| Serbia i Czarnogóra            |                                                  |        |         |
| 2003/04                        | Prva liga Srbije i Crne Gore                     | I      | 16      |
| 2004/05                        | Prva crnogorska liga                             | II     | 2       |
| 2005/06                        | Prva crnogorska liga                             | II     | 3 *     |
| Czarnogóra                     |                                                  |        |         |
| 2006/07                        | Prva liga                                        | I      | 7       |
| 2007/08                        | Prva liga                                        | I      | 9       |
| 2008/09                        | Prva liga                                        | I      | 9       |
| 2009/10                        | Prva liga                                        | I      | 12      |
| 2010/11                        | Druga liga                                       | II     | 6       |
| 2011/12                        | Druga liga                                       | II     | 11      |
| 2012/13                        | Treća liga – Srednja regija (grupa centralna)    | III    | 1       |
| 2013/14                        | Druga liga                                       | II     | 6       |
| 2014/15                        | Druga liga                                       | II     | 6       |
| 2015/16                        | Druga liga                                       | II     | 5       |
| 2016/17                        | Druga liga                                       | II     | 1       |
| 2017/18                        | Prva liga                                        | I      | 8       |
| 2018/19                        | Druga liga                                       | II     | 2       |
| 2019/20                        | Prva liga                                        | I      | 9       |
| 2020/21                        | Druga liga                                       | II     | 4       |
| 2021/22                        | Druga liga                                       | II     | 5       |
| 2022/23                        | Druga liga                                       | II     | 2       |
| 2023/24                        | Druga liga                                       | II     | ?       |

## Znani piłkarze
| - Predrag Mijatović - Branko Brnović - Goran Perišić - Srđan Blažić - Igor Ivanović | - Mladen Božović - Rade Petrović - Ikechukwu Ezeh - Dejan Vukadinovic - Miroje Jovanović |

## Trenerzy
| - Milorad Milić (2002–2003) - Saša Petrović (Czerwiec 2006–Maj 2007) - Goran Đurović (2007–2008) - Saša Petrović (Czerwiec 2008–Maj 2009) - Milija Savović (Czerwiec 2009–Listopad 2009) - Duško Globarević (5 listopada 2009–Marzec 2010) - Milorad Nedović (23 marca 2010– ) - Nebojša Jovović (2010–2011) | - Milovan Minja Prelević (2011–2012) - Milan Mešter (2013–2014) - Nenad Vukčević (Czerwiec 2016–Marzec 2017) - Dušan Vlaisavljević (Wrzesień 2017–Czerwiec 2018) - Milovan Minja Prelević (2018) - Zeljko Tomasević (Wrzesień 2018–Październik 2018) - Viktor Trenevski (Październik 2018–Luty 2020) - Radislav Dragićević (Luty 2020–) |